# Райхман, Уриэль
Уриэль Райхман (ивр. אוריאל רייכמן‎, родился 4 июля 1942 года) — израильский ученый-юрист и бывший политик. В 1994 году он основал Междисциплинарный центр в Герцлии и остаётся его президентом. В 2006 году он также недолго был членом кнессета от партии «Кадима».

## Ранние годы и образование
Райхман родился в Тель-Авиве в эпоху мандата в семье Герды и Альфреда, бежавших из нацистской Германии. После посещения начальной школы в Рамат-Гане и средней школы «Тихон Хадаш» в Тель-Авиве, во время которой он был членом скаутов и футбольного клуба «Маккаби Рамат-Ган», он начал национальную службу в израильских силах обороны, служа в бригаде десантников и достигнув звания лейтенанта. Затем он учился в Еврейском университете Иерусалима, где преподавал Аарон Барак, получив степень бакалавра в 1967 году и степень магистра в 1972 году. Его призвали в запас во время войны. Шестидневная война 1967 года, Война на истощение (1967—1970) и Война Судного дня 1973 года, во время которой был убит его брат. После смерти брата Рейхмана перевели в небоевую часть, где он стал председателем военного трибунала и получил звание майора. В 1975 году он был награждён JSD Чикагским университетом.

## Карьера
В середине 1980-х годов Райхман инициировал и возглавил группу, которая сформулировала Конституцию Израиля. Это предложение включало, в частности, идею прямых выборов премьера. С 1985 по 1990 год он работал преподавателем, старшим лектором и деканом юридического факультета Тель-Авивского университета. В 1990 году он основал юридическую школу «Рамот Мишпат». В 1994 году он основал Междисциплинарный центр в Герцлии, и занимал пост президента организации с момента её основания (за исключением периода 2006 года, когда он был членом кнессета).
Рейхман входил в совет директоров Первого международного банка и банка Hapoalim. Он также возглавлял комитет Израильской ассоциации адвокатов по правам человека, возглавлял и был членом нескольких общественных комитетов, а также предлагал реформы в законодательстве о недвижимости и в профессиях геодезистов и брокеров недвижимости.
СоОснователь партии «Шинуй», Райхман был избран главой президиума партии в 2004 году. Однако в ноябре 2005 года он покинул партию, чтобы присоединиться к новой партии Ариэля Шарона «Кадима». На выборах 2006 года он занял одиннадцатое место в списке «Кадимы» и стал членом кнессета, когда партия получила 29 мест. Однако 28 апреля 2006 года он подал в отставку в знак протеста против того, что ему не дали портфель по образованию (которое досталось Юли Тамир из Лейбористской партии), которое, как он утверждал, ему обещали и Ариэль Шарон, и Эхуд Ольмерт.

## Почетные звания и награды
В 2000 году Движение за качественное правительство сделало Райхмана «рыцарем качественного правительства». В 2010 году он был удостоен почетной докторской степени Университета Генриха Гейне. В 2015 году он получил ежегодную премию Ассоциации адвокатов Израиля. В 2018 году Райхман был удостоен премии Роберта и Джоан Бендетсон в области общественной дипломатии от Института глобального лидерства Университета Тафтса.